# Ferentino
Ferentino és un municipi italià, situat a la regió del Laci i a la província de Frosinone. L'any 2001 tenia 20.569 habitants.